# Episodi di Hank Zipzer - Fuori dalle righe (prima stagione)
La prima stagione di Hank Zipzer - Fuori dalle righe è stata trasmessa in Inghilterra dal canale CBBC dal 28 gennaio al 22 aprile 2014.
In Italia la stagione è stata trasmessa dal 12 gennaio al 28 gennaio 2015 su Disney Channel. 
| n° | Titolo originale                           | Titolo italiano                             | Prima TV Regno Unito | Prima TV Italia |
| -- | ------------------------------------------ | ------------------------------------------- | -------------------- | --------------- |
| 1  | Classroom Catastrophe                      | Le cascate del Niagara secondo Hank         | 28 gennaio 2014      | 12 gennaio 2015 |
| 2  | The Lucky Socks                            | I calzini fortunati                         | 4 febbraio 2014      | 13 gennaio 2015 |
| 3  | The Curtain Went Up, My Trousers Went Down | ...e si alzò il sipario                     | 11 febbraio 2014     | 14 gennaio 2015 |
| 4  | Battle Of The Goblins                      | Ricerca di scienze                          | 18 febbraio 2014     | 15 gennaio 2015 |
| 5  | Haunted Hank                               | La casa dei fantasmi                        | 25 febbraio 2014     | 16 gennaio 2015 |
| 6  | The War of Words                           | Gara di dibattiti                           | 4 marzo 2014         | 19 gennaio 2015 |
| 7  | The Day I Flunked Chemistry                | Prova di chimica                            | 11 marzo 2014        | 20 gennaio 2015 |
| 8  | The Mortadella Disaster                    | Il giorno delle pagelle                     | 18 marzo 2014        | 21 gennaio 2015 |
| 9  | Who Ordered The Baby                       | Papà per un weekend                         | 25 marzo 2014        | 22 gennaio 2015 |
| 10 | I Think I Broke My Dad                     | Talent show                                 | 1º aprile 2014       | 23 gennaio 2015 |
| 11 | The Week I Became a Genius                 | La settimana in cui sono diventato un genio | 8 aprile 2014        | 26 gennaio 2015 |
| 12 | Anyone for Lizard                          | Scambio culturale                           | 15 aprile 2014       | 27 gennaio 2015 |
| 13 | The First Date Dilemma                     | Il primo appuntamento                       | 22 aprile 2014       | 28 gennaio 2015 |

## Le cascate del Niagara secondo Hank
Per evitare di scrivere un tema sulle sue vacanze alle Cascate del Niagara, Hank costruisce un plastico. Ma finisce con l'allagare la classe, e come punizione dovrà scrivere il tema e leggerlo di fronte a tutti.

## I calzini fortunati
Hank crede che un paio di calzini di sua sorella siano un potente amuleto contro la sfortuna che a suo dire lo perseguita nello sport. Vorrebbe indossarli, ma il destino glielo impedisce. E così gli tocca farne a meno...

## ...e si alzò il sipario
Hank, costretto dalla maestra a prendere ripetizioni di matematica da Heather, non può partecipare al musical della scuola, ma poi per una serie di cause è lui ad aiutare Heather, e a imparare a fare le divisioni in colonna!

## Ricerca di scienze
Mentre Frankie finisce la ricerca di scienze, Hank va a comprare una nuova console per l'amico. Purtroppo combina uno dei suoi soliti pasticci, e nel tentativo di farsi perdonare ne combina un altro ancora più grosso.

## La casa dei fantasmi
Hank organizza uno scherzo per spaventare McKelty, colpevole di aver preso in giro sua sorella davanti a tutti. E alla fine, grazie anche al contribuito di papà Stanley, McKelty dovrà scappare con la coda tra le gambe.

## Gara di dibattiti
A scuola, Hank prende parte alla gara di dibattiti assieme a suo padre. Anche Emily e Rosa partecipano, ma Rosa viene squalificata in semifinale per aver aggredito il signor McKelty. Sarà Hank a salvare la reputazione della famiglia.

## Prova di chimica
A sorpresa, Miss Adolf fissa un esame di chimica a metà quadrimestre. Hank fa coppia con Ben, ma non lo informa delle sue lacune scolastiche, e purtroppo la situazione degenera al punto che Miss Adolf rischia di finire asfissiata!

## Il giorno delle pagelle
Hank riceve la pagella ed è più disastrosa del solito. Per farla sparire, quando si reca nel loro negozio la butta nel tritacarne, facendola così finire nell'impasto di una mortadella che deve essere consegnata al Re delle salsicce!

## Papà per un weekend
Come compito a casa, i ragazzi devono fare i genitori di alcuni bambolotti durante il weekend. Ma Hank ha promesso di aiutare sua madre in negozio, col risultato che conciliare lavoro e doveri di genitore si rivela non facile.

## Talent show
Stan vuole sottoporre Hank a una nuova terapia, ma Hank non pensa ad altro che a partecipare al talent show della scuola. Per accattivarsi la sua attenzione, Stan si trasforma allora in un padre "alternativo".